# Bulbophyllum ionophyllum
Bulbophyllum ionophyllum är en orkidéart som beskrevs av Jaap J. Vermeulen. Bulbophyllum ionophyllum ingår i släktet Bulbophyllum och familjen orkidéer. Inga underarter finns listade i Catalogue of Life.